# Leptonetoidea
Leptonetoidea è una  superfamiglia di aracnidi araneomorfi che comprende tre famiglie:
- Leptonetidae SIMON, 1890
- Ochyroceratidae FAGE, 1912
- Telemidae FAGE, 1913